# Rozalin (Silésie)
Pour les articles homonymes, voir Rozalin.
Rozalin est une localité polonaise de la gmina de Lipie, située dans le powiat de Kłobuck en voïvodie de Silésie.